# 松田時彦
松田 時彦（まつだ ときひこ、1931年4月29日 - 2023年10月17日）は、日本の地質学者。専門は地震地質学・活断層分野。学位は、理学博士（東京大学・1959年）（学位論文「富士川地方第三系の地質学的研究」）。東京大学名誉教授。九州大学教授、熊本大学教授、西南学院大学教授も歴任した。

## 略歴
- 1931年 東京府東京市で生誕。東京大学理学部地学科、同大学院理学系研究科
- 1959年4月 東京大学理学部地質学教室の助手に就任。東京大学より理学博士の学位を取得、学位論文の題は「富士川地方第三系の地質学的研究」[2]。
- 1961年3月 地震研究所へ移籍
- 1992年 地震研究所を定年退職、東京大学名誉教授
- 1995年まで九州大学理学部地球惑星科学科教授
- 1997年まで熊本大学理学部地球科学科教授
- 2002年まで西南学院大学文学部児童教育学科教授
- 古稀を機に教職を離れると共に主な委員会からも退き、現在は元の東京に戻って地震予知総合研究振興会の副首席主任研究員を勤めた[3]。
- 2023年10月17日、老衰のため東京都の自宅で死去。92歳没[4]。

## 主要論文
- 富山湾の半深海堆積物とその堆積環境 地質学雑誌 Vol.63 (1957) No.746 P.619-635, doi:10.5575/geosoc.63.619
- 富士川谷新第三系の地質 地質学雑誌 Vol.67 (1961) No.785 P79-96, doi:10.5575/geosoc.67.79
- 南部フォッサマグナの地殻構造に対する地質学的推定 東京大学地震研究所彙報. 第40冊第2号, 1962.11.15, pp.357-369, hdl:2261/12055
- 跡津川断層の横ずれ変位 東京大学地震研究所彙報. 第44冊第3号, 1967.1.30, pp.1179-1212, hdl:2261/12292
- 松代地震断層の地質学的性質 東京大学地震研究所彙報. 第45冊第2号, 1967.8.25, pp.537-550, hdl:2261/12344
- 活断層から発生する地震の規模と周期について 地震 第2輯 Vol.28 (1975) No.3 P.269-283, doi:10.4294/zisin1948.28.3_269
- 太田陽子、松田時彦、平川一臣、能登半島の活断層 第四紀研究 Vol.15 (1976-1977) No.3 P.109-128, doi:10.4116/jaqua.15.109
- 御岳山南斜面の大崩壊 地学雑誌 Vol.93 (1984-1985) No.6 P.Plate1-Plate2, doi:10.5026/jgeography.93.6_Plate1
- 最大地震規模による日本列島の地震分帯図 東京大学地震研究所彙報. 第65冊第1号, 1990.6.30, pp.289-319, hdl:2261/13056
- 陸上活断層の最新活動期の表 活断層研究 Vol.1995 (1995) No.13 p.1-13, doi:10.11462/afr1985.1995.13_1
- 活断層研究の歴史と課題 活断層研究 Vol.2008 (2008) No.28 p.15-22, doi:10.11462/afr1985.2008.28_15
- 『レガシー--温故知新 "原発"耐震設計と活断層』 Energy for the future 32(1), 18-23, 2008, NAID 40016171960

### 共著・分担執筆
- 中村一明、笠原慶一、松田時彦、新潟地震による粟島の地変 地震研究所研究速報. 第8号, 1964-09, pp.73-90, hdl:2261/13885
- 森本良平、村井勇、松田時彦、中村一明、恒石幸正、吉田鎮男、松代群発地震地域とその周辺地方の地質 東京大学地震研究所彙報. 第44冊第1号, 1966.7.25, pp.423-445, hdl:2261/12258
- 松田時彦、太田陽子、岡田篤正、清水文健、東郷正美、空中写真による活断層の認定と実例 東京大学地震研究所彙報. 第52冊第3/4号, 1978.3.31, pp.461-496, hdl:2261/12647
- 村井勇、松田時彦、中村一明、1978年伊豆大島近海地震に伴う稲取付近の地震断層 東京大学地震研究所彙報. 第53冊第3号, 1978.12.25, pp.995-1024, hdl:2261/12704
- 松田時彦、山崎晴雄、中田高、今泉俊文、1896年陸羽地震の地震断層 東京大学地震研究所彙報. 第55冊第3号, 1981.3.7, pp.795-855, hdl:2261/12776
- 松田時彦、有山智雄、1984年長野県西部地震に伴う御岳山の岩屑流堆積物 : とくに"岩屑しぶき"につい 東京大学地震研究所彙報. 第60冊第2号, 1985.11.8, pp.281-316, hdl:2261/12944
- 松田時彦、由井将雄、松島義章 ほか、元慶2年(878年)相模・武蔵地震と伊勢原断層 日本地質学会学術大会講演要旨 第96年学術大会（89水戸）一般発表：口頭発表／ポスター発表, doi:10.14863/geosocabst.1989.0_667
- 佐藤比呂志、岡田篤正、松田時彦、隈元崇、根尾谷断層水鳥断層崖とその掘削断面 地学雑誌 Vol.101 (1992) No.7 P.plate3-plate5, doi:10.5026/jgeography.101.7_plate3
- 島崎邦彦・松田時彦編:地震と断層 地学雑誌 Vol.103 (1994) No.6 P.719a, doi:10.5026/jgeography.103.6_719a
- 松田時彦、萩谷まり、最近10年間の図幅別活断層関連文献集 1989年～1998年 活断層研究 Vol.1999 (1999) No.18 p.65-115, doi:10.11462/afr1985.1999.18_65
- 入倉孝次郎、松田時彦、『新しい視点(22)原子力発電と活断層 : 活断層の有無よりも大事なことがある』 Energy for the future 37(2), 4-12, 2013, NAID 40019643657
- 松田時彦、水本匡起、田力正好、松浦律子、元禄関東地震で大磯沿岸は隆起したか:——海成段丘からの考察—— 地震 第2輯 Vol.67 (2014-2015) No.1 p.35-39, doi:10.4294/zisin.67.35
- 松田時彦、松浦律子、水本匡起、田力正好、神奈川県江の島の離水波食棚と1703年元禄関東地震時の隆起量 地学雑誌 Vol.124 (2015) No.4 p.657-664, doi:10.5026/jgeography.124.657